# Saison 2017 de l'équipe cycliste Lotto-Soudal
La saison 2017 de l'équipe cycliste Lotto-Soudal est la sixième de cette équipe.

## Préparation de la saison 2017

### Sponsors et financement de l'équipe
Depuis son lancement en 2012, l'équipe a pour principal sponsor la loterie nationale belge Lotto. L'entreprise Soudal, fabricant de mastics et silicones, est sponsor de l'équipe depuis 2013 et deuxième sponsor-titre depuis 2015. Ces deux sponsors principaux sont engagés jusque 2020. Depuis 2012, Ridley est le fournisseur de cycles de l'équipe. Le budget de l'équipe pour cette saison s'élève à environ 15 millions d'euros.
Les noms des sponsors Lotto et Soudal forment le logo de l'équipe, présent à l'avant du maillot. Ce dernier est rouge, semblable à celui de 2016, et fourni par la société Vermarc. Une bande tricolore noire, jaune et verte est ajoutée sous le logo de l'équipe. Les logos de la loterie nationale et de Soudal sont présents sur les flancs. Sur la poitrine sont affichés les logos de l'UCI World Tour, des sponsors Ridley, Vermarc, Gaerne (fournisseur de chaussures), G&V Energy Group, et du site internet « Captains of cycling », par lequel les supporters de l'équipe peuvent en devenir actionnaires. Enfin, les épaules arborent les logos de Lotto et de Caps. Le cuissard de l'équipe reste noir, et met en avant les logos de MyDigipass en bas du dos, et de l'équipe, Lotto et Vermarc sur les cuisses.

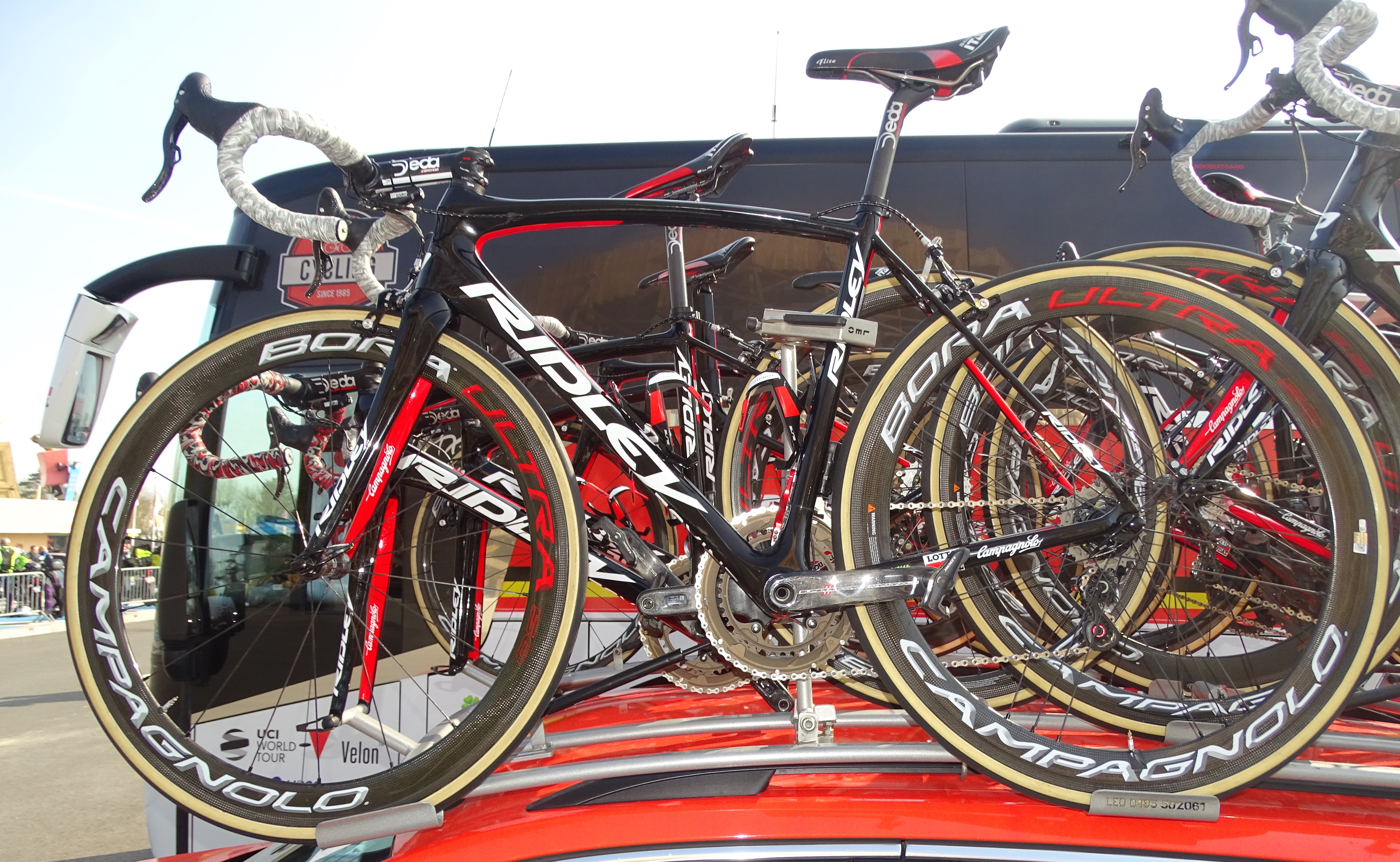
Vélos de l'équipe lors des Trois Jours de La Panne.
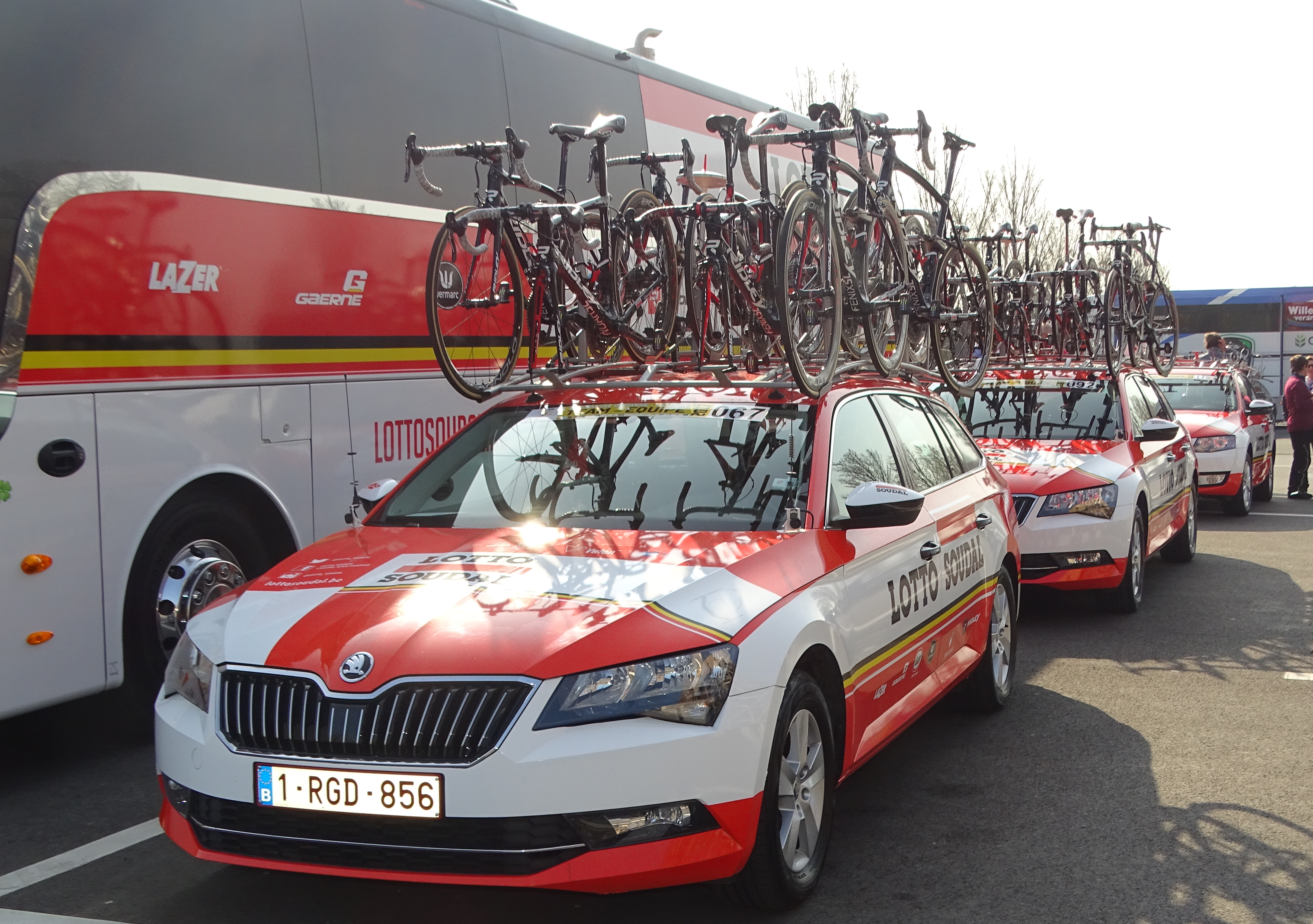
Véhicules de l'équipe lors des Trois Jours de La Panne.
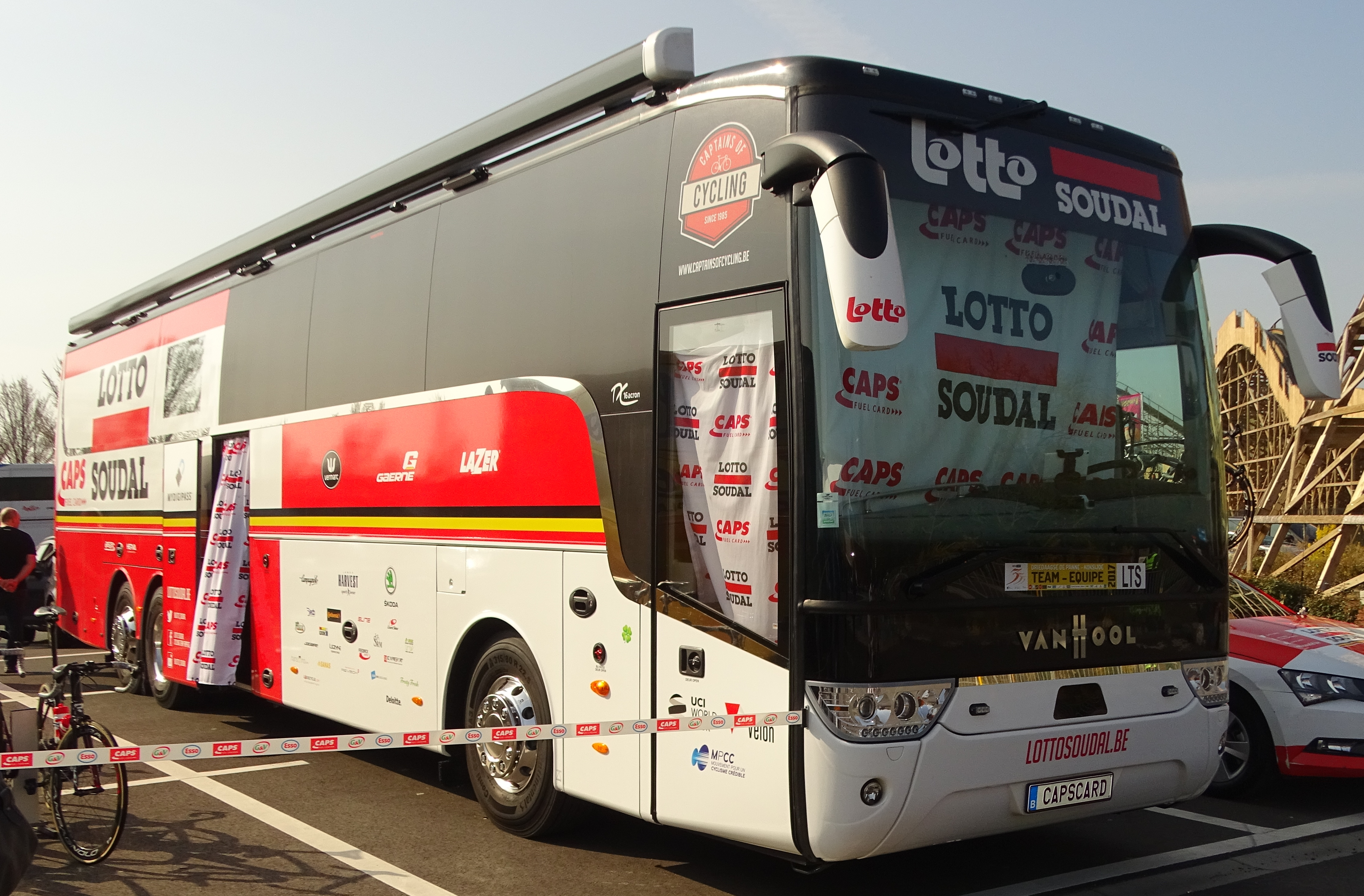
Bus de l'équipe lors des Trois Jours de La Panne.

### Arrivées et départs
Quatre coureurs quittent l'équipe durant l'intersaison, tandis que cinq sont recrutés. Les Belges Stig Broeckx et Gert Dockx arrêtent leurs carrières, le Néerlandais Pim Ligthart rejoint Roompot-Nederlandse Loterij, et le Néo-Zélandais Gregory Henderson part chez UnitedHealthcare. Ce dernier est remplacé au sein du « train » d'André Greipel par le Néerlandais Moreno Hofland, en provenance de l'équipe Lotto NL-Jumbo. Le Belge Nikolas Maes, chez Etixx-Quick Step en 2016, est recruté pour renforcer l'équipe dans les classiques. Les trois autres recrues sont des néoprofessionnels. Deux d'entre eux viennent de l'équipe formatrice Lotto-Soudal U23 : le Britannique James Shaw et le Belge Enzo Wouters. Le Belge Rémy Mertz, issu de Color Code-Arden'Beef, est la dernière recrue,.
| Arrivées       | Équipe 2016           |
| -------------- | --------------------- |
| Moreno Hofland | Lotto NL-Jumbo        |
| Nikolas Maes   | Etixx-Quick Step      |
| Rémy Mertz     | Color Code-Arden'Beef |
| James Shaw     | Lotto-Soudal U23      |
| Enzo Wouters   | Lotto-Soudal U23      |

| Départs           | Équipe 2017                 |
| ----------------- | --------------------------- |
| Stig Broeckx      | retraite                    |
| Gert Dockx        | retraite                    |
| Gregory Henderson | UnitedHealthcare            |
| Pim Ligthart      | Roompot-Nederlandse Loterij |

## Déroulement de la saison

### Début de saison
L'équipe Lotto-Soudal commence sa saison en janvier, en Australie, avec le Tour Down Under, première épreuve UCI World Tour de l'année. Rafael Valls y est le leader. Il est accompagné par Sean De Bie, Thomas De Gendt et Adam Hansen, tous trois pouvant tenter leur chance sur une étape, et par les néo-professionnels James Shaw, Rémy Mertz et Enzo Wouters. Seizième à Paracombe puis septième à Willunga, Rafael Valls termine à la septième place du classement général et se dit satisfait de ce résultat. Thomas De Gendt gagne le classement de la montagne grâce à son comportement offensif durant la semaine,. S'immiscant dans les sprint, Sean De Bie prend la cinquième place de la dernière étape. Les mêmes coureurs disputent ensuite la Cadel Evans Great Ocean Road Race, nouvelle épreuve World Tour. Toujours leader de l'équipe, Valls termine à la douzième place.
Au Challenge de Majorque fin-janvier, Lotto-Soudal commence sa saison européenne avec trois victoires, sur quatre courses disputées. André Greipel ouvre le « compteur » de l'équipe en s'imposant au sprint sur le Trofeo Porreres-Felanitx-Ses Salines-Campos. Tim Wellens gagne les deux courses suivantes. Au Trofeo Serra de Tramontana, il passe la ligne seul, avec 24 secondes d'avance sur son coéquipier Louis Vervaeke. Le lendemain au Trofeo Andratx-Mirador des Colomer, dans une arrivée en côté, il devance au sprint Alejandro Valverde et un autre Lotto-Soudal, Tiesj Benoot. Greipel prend enfin la quatrième place de la dernière course, le Trofeo Playa de Palma, remporté par Daniel McLay.
Un groupe de huit coureurs, comprenant notamment Tony Gallopin, dispute dans le Sud de la France le Grand Prix d'ouverture La Marseillaise puis l'Étoile de Bessèges. Présent dans le groupe de tête de La Marseillaise, Gallopin s'incline au sprint et prend la cinquième place. Sur l'Étoile de Bessèges, il remporte son premier contre-la-montre chez les professionnels, à l'occasion de la dernière étape, et termine deuxième du classement général à cinq secondes de Lilian Calmejane.
Jürgen Roelandts prend la quatrième place du Tour de Murcie, arrivant dans le groupe de 21 coureurs suivant Alejandro Valverde. Le lendemain, Jens Debusschere est troisième de la Clásica de Almería disputée au sprint
Arrivé au Tour d'Andalousie pour y jouer le classement général, Tim Wellens abandonne cet objectif après avoir perdu plusieurs minutes lors de la première étape et se rabat sur les victoires d'étapes. Il attaque le lendemain avec quatre coureurs avant de partir seul. Il est rattrapé au bas de l'ascension finale,. Il participe à nouveau à une échappée lors de la dernière étape, avec cette fois sept autres coureurs. Il s'impose au sprint devant Simon Clarke et Victor Campenaerts pour obtenir sa troisième victoire en moins d'un mois,.
Au Tour de l'Algarve, André Greipel remporte une étape ainsi que le classement par points. Tony Gallopin, venu préparer Paris-Nice, monte sur le podium du classement général. Quatrième à la veille de la dernière étape, il profite de la défaillance de Castroviejo dans la dernière ascension pour monter à la troisième place. Tiesj Benoot, huitième du classement général, est meilleur jeune.

### Mars-avril

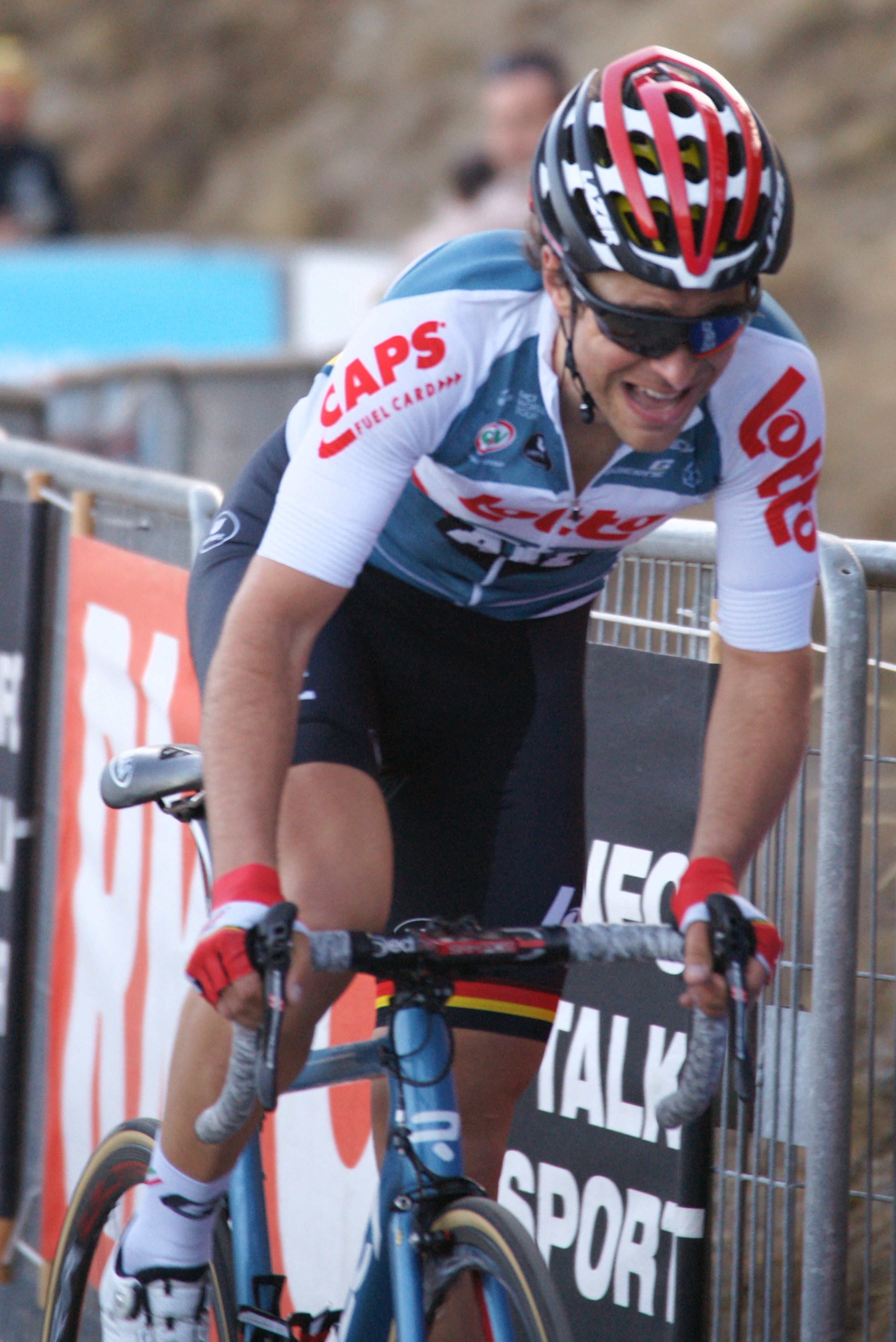
Tony Gallopin durant Paris-Nice.

Le bilan du week-end d'ouverture de la saison de classiques en Belgique est mitigé pour Lotto-Soudal. Lors du Circuit Het Nieuwsblad, les leaders de l'équipe sont impliqués dans une chute massive avec d'autres favoris et leaders d'équipes. Tiesj Benoot abandonne la course et le coureur le mieux placé est Jürgen Roelandts, quinzième. Le lendemain, Benoot parvient à rejoindre l'échappée décisive Jasper Stuyven, Peter Sagan et Matteo Trentin en comblant l'écart de quelques dizaines de secondes qui les séparait. Battu au sprint, il prend la quatrième place.
Trois jours plus tard, Lotto-Soudal est l'une des trois équipes World Tour disputant le Samyn. Arrivé dans le premier groupe de poursuivants derrière le duo de tête, Frederik Frison prend la septième place. Lors de la nsouvelle course À travers la Flandre-Occidentale-Johan Museeuw Classique, deux coureurs de l'équipe sont parmi les dix premiers : Jasper De Buyst, quatrième, et Jens Debusschere, septième. Une semaine plus tard, au Tour de Drenthe, où Lotto-Soudal est l'un des deux équipes World Tour présentes, De Buyst monte sur le podium en remportant le sprint des poursuivants derrière les échappés.
Le 4 mars ont lieu en Italie les Strade Bianche, course désormais inscrite au World Tour. Les deux leaders de l'équipe, Tim Wellens et Tiesj Benoot, terminent parmi les dix premiers. Ambitieux pour cette course, Wellens est présent dans le groupe de tête aux côtés du vainqueur Michał Kwiatkowski, de Greg Van Avermaet, de Zdeněk Štybar, et prend la troisième place. Tiesj Benoot est huitième.
Comme en 2016, l'équipe change de couleur et de nom pour une semaine à l'occasion de Paris-Nice. Durant cette course, elle est nommée « Lotto Fix ALL », afin de mettre en avant « Fix ALL », produit commercialisé par le sponsor Soudal, et le bleu remplace le rouge dans l'équipement de l'équipe. Les leaders de l'équipe sont André Greipel et Tony Gallopin, accompagnés par Lars Bak, Thomas De Gendt, Adam Hansen, Moreno Hofland, Tosh Van der Sande et Jelle Wallays. En terminant troisième de la quatrième étape, disputée contre la montre, Tony Gallopin se hisse à la deuxième place du classement général. Il décroche cependant lors de deux dernières étapes, perdant 4 minutes au col de la Couillole, puis trois minutes et demie à Nice, et termine dixième du classement général. André Greipel s'impose au sprint lors de la cinquième étape, apportant à l'équipe sa première victoire de la saison sur une course World Tour.
Durant la même semaine, sur Tirreno-Adriatico, Lotto-Soudal vise un « top 5 » lors du contre-la-montre par équipe, qu'elle termine en septième position. 
Les jours suivants, elle vise les victoires d'étapes, au sprint avec Jürgen Roelandts et Jens Debusschere, et lors des étapes plus difficiles avec Tiesj Benoot et Tim Wellens. Roelandts et Debusschere obtiennent les meilleurs résultats, se classant respectivement troisième et cinquième lors d'arrivées au sprint. Wellens ne termine pas la course : « Mes jambes ne tournent pas comme je le voudrais, je sens que j'ai besoin de souffler. [...] Avec le staff, nous avons décidé que le choix le plus judicieux dans la perspective de Sanremo était de m'accorder quatre jours de repos. »
Lors la première classique « monument » de la saison, Lotto-Soudal aligne notamment Jurgen Roelandts, troisième en 2016 et leader en cas d'arrivée au sprint, Tim Wellens et Tony Gallopin, accompagnés par Lars Bak, Tiesj Benoot, Jens Debusschere, Tomasz Marczynski et Marcel Sieberg. Wellens et Gallopin attaquent, le premier dans l'ascension de la Cipressa, le second dans la descente, suivant la tactique établie par l'équipe, mais ne parviennent à creuser un écart décisif. Ils terminent tous deux dans le premier peloton (18e et 46e) arrivé après le trio de tête,.

## Coureurs et encadrement technique

### Effectif
Tous les coureurs présents en 2017 l'étaient déjà en 2016 à l'exception de Moreno Hofland (Lotto NL-Jumbo), Nikolas Maes (Etixx-Quick Step), Rémy Mertz (Color Code-Arden'Beef), James Shaw et Enzo Wouters (Lotto-Soudal U23).
| Cycliste           | Date de naissance | Nationalité | Équipe 2016           |  |
| ------------------ | ----------------- | ----------- | --------------------- |  |
| Sander Armée       | 10 décembre 1985  | Belgique    | Lotto-Soudal          |  |
| Lars Bak           | 16 janvier 1980   | Danemark    | Lotto-Soudal          |  |
| Tiesj Benoot       | 11 mars 1994      | Belgique    | Lotto-Soudal          |  |
| Kris Boeckmans     | 13 février 1987   | Belgique    | Lotto-Soudal          |  |
| Sean De Bie        | 3 octobre 1991    | Belgique    | Lotto-Soudal          |  |
| Jasper De Buyst    | 24 novembre 1993  | Belgique    | Lotto-Soudal          |  |
| Bart De Clercq     | 26 août 1986      | Belgique    | Lotto-Soudal          |  |
| Thomas De Gendt    | 6 novembre 1986   | Belgique    | Lotto-Soudal          |  |
| Jens Debusschere   | 20 août 1989      | Belgique    | Lotto-Soudal          |  |
| Frederik Frison    | 28 juillet 1992   | Belgique    | Lotto-Soudal          |  |
| Tony Gallopin      | 24 mai 1988       | France      | Lotto-Soudal          |  |
| André Greipel      | 16 juillet 1982   | Allemagne   | Lotto-Soudal          |  |
| Adam Hansen        | 11 mai 1981       | Australie   | Lotto-Soudal          |  |
| Moreno Hofland     | 31 août 1991      | Pays-Bas    | Lotto NL-Jumbo        |  |
| Nikolas Maes       | 9 avril 1986      | Belgique    | Etixx-Quick Step      |  |
| Tomasz Marczyński  | 6 mars 1984       | Pologne     | Lotto-Soudal          |  |
| Rémy Mertz         | 17 juillet 1995   | Belgique    | Color Code-Arden'Beef |  |
| Maxime Monfort     | 14 janvier 1983   | Belgique    | Lotto-Soudal          |  |
| Jürgen Roelandts   | 2 juillet 1985    | Belgique    | Lotto-Soudal          |  |
| James Shaw         | 13 juin 1996      | Royaume-Uni | Lotto-Belisol U23     |  |
| Marcel Sieberg     | 30 avril 1982     | Allemagne   | Lotto-Soudal          |  |
| Rafael Valls       | 27 juin 1987      | Espagne     | Lotto-Soudal          |  |
| Tosh Van der Sande | 28 novembre 1990  | Belgique    | Lotto-Soudal          |  |
| Jelle Vanendert    | 19 février 1985   | Belgique    | Lotto-Soudal          |  |
| Louis Vervaeke     | 6 octobre 1993    | Belgique    | Lotto-Soudal          |  |
| Jelle Wallays      | 11 mai 1989       | Belgique    | Lotto-Soudal          |  |
| Tim Wellens        | 15 mai 1991       | Belgique    | Lotto-Soudal          |  |
| Enzo Wouters       | 21 mars 1996      | Belgique    | Lotto-Belisol U23     |  |
| Stagiaire          | Date de naissance | Nationalité | Équipe 2017           |  |
| Senne Leysen       | 18 mars 1996      | Belgique    | Lotto-Soudal U23      |  |
| Emiel Planckaert   | 22 octobre 1996   | Belgique    | Lotto-Soudal U23      |  |

### Encadrement
Marc Sergeant dirige l'équipe Lotto-Soudal depuis sa création. Les directeurs sportifs sont, comme en 2015 et 2016, Mario Aerts, Herman Frison, Bart Leysen, Kurt Van De Wouwer, Marc Wauters et Frederik Willems,.

## Bilan de la saison

### Victoires
Lotto-Soudal obtient 25 victoires durant cette saison,,.
| Victoires | Victoires                               | Victoires | Victoires | Victoires         | Victoires |
| Date      | Course                                  | Pays      | Classe    | Vainqueur         |           |
| --------- | --------------------------------------- | --------- | --------- | ----------------- | --------- |
| 26 janv.  | Trofeo Ses Salinas                      | Espagne   | 1.1       | André Greipel     |           |
| 27 janv.  | Trofeo Serra de Tramontana              | Espagne   | 1.1       | Tim Wellens       |           |
| 28 janv.  | Trofeo Pollença-Port d'Andratx          | Espagne   | 1.1       | Tim Wellens       |           |
| 5 fév.    | 5e étape de l'Étoile de Bessèges        | France    | 2.1       | Tony Gallopin     |           |
| 18 fév.   | 4e étape du Tour de l'Algarve           | Portugal  | 2.HC      | André Greipel     |           |
| 19 fév.   | 5e étape du Tour d'Andalousie           | Espagne   | 2.HC      | Tim Wellens       |           |
| 9 mars    | 5e étape, Paris-Nice                    | France    | 2.UWT     | André Greipel     |           |
| 6 mai     | 2e étape du Tour d'Italie               | Italie    | 2.UWT     | André Greipel     |           |
| 9 mai     | 1re étape des Quatre Jours de Dunkerque | France    | 2.HC      | Jens Debusschere  |           |
| 28 mai    | 5e étape du Tour de Belgique            | Belgique  | 2.HC      | Jens Debusschere  |           |
| 3 juin    | Flèche de Heist                         | Belgique  | 1.1       | Jasper De Buyst   |           |
| 4 juin    | 1re étape, Critérium du Dauphiné        | France    | 2.UWT     | Thomas De Gendt   |           |
| 23 juill. | 2e étape du Tour de Wallonie            | Belgique  | 2.HC      | Jasper De Buyst   |           |
| 12 août   | 6e étape, Benelux Tour                  | Belgique  | 2.UWT     | Tim Wellens       |           |
| 22 août   | Egmont Cycling Race                     | Belgique  | 1.1       | Jasper De Buyst   |           |
| 24 août   | 6e étape du Tour d'Espagne              | Espagne   | 2.UWT     | Tomasz Marczyński |           |
| 31 août   | 12e étape du Tour d'Espagne             | Espagne   | 2.UWT     | Tomasz Marczyński |           |
| 7 sept.   | 18e étape du Tour d'Espagne             | Espagne   | 2.UWT     | Sander Armée      |           |
| 8 sept.   | 19e étape du Tour d'Espagne             | Espagne   | 2.UWT     | Thomas De Gendt   |           |
| 13 sept.  | Grand Prix de Wallonie                  | Belgique  | 1.1       | Tim Wellens       |           |
| 30 sept.  | Omloop Eurometropool                    | Belgique  | 1.1       | André Greipel     |           |
| 3 oct.    | Binche-Chimay-Binche                    | Belgique  | 1.1       | Jasper De Buyst   |           |
| 11 oct.   | Famenne Ardenne Classic                 | Belgique  | 1.1       | Moreno Hofland    |           |
| 22 oct.   | 4e étape du Tour du Guangxi             | Chine     | 2.UWT     | Tim Wellens       |           |
| 24 oct.   | Classement général, Tour du Guangxi     | Chine     | 2.UWT     | Tim Wellens       |           |

### Résultats sur les courses majeures
Les tableaux suivants représentent les résultats de l'équipe dans les principales courses du calendrier international (les cinq classiques majeures et les trois grands tours). Pour chaque épreuve est indiqué le meilleur coureur de l'équipe, son classement ainsi que les accessits glanés par Lotto-Soudal sur les courses de trois semaines.

#### Classiques
| Classique            | Milan-San Remo      | Tour des Flandres | Paris-Roubaix      | Liège-Bastogne-Liège  | Tour de Lombardie |
| -------------------- | ------------------- | ----------------- | ------------------ | --------------------- | ----------------- |
| Coureur (classement) | Tony Gallopin (17e) | Tim Wellens (18e) | André Greipel (7e) | Jelle Vanendert (19e) | Tim Wellens (20e) |

#### Grands tours
| Grand tour           | Tour d'Italie                      | Tour de France     | Tour d'Espagne                                                              |
| -------------------- | ---------------------------------- | ------------------ | --------------------------------------------------------------------------- |
| Coureur (classement) | Maxime Monfort (13e)               | Tiesj Benoot (20e) | Sander Armée (19e)                                                          |
| Accessits            | 1 victoire d'étape (André Greipel) | -                  | 4 victoires d'étapes (Tomasz Marczyński (2), Sander Armée, Thomas De Gendt) |

### Classement UCI
Lotto Soudal termine à la 13e place du classement par équipes du World Tour avec 5466 points. Ce total est obtenu par l'addition des points de ses coureurs au classement individuel. Le coureur de l'équipe le mieux classé est Tim Wellens, 21e avec 1326 points.
| Rang | Coureur            | Points |
| ---- | ------------------ | ------ |
| 21   | Tim Wellens        | 1326   |
| 43   | Tony Gallopin      | 853    |
| 47   | André Greipel      | 788    |
| 76   | Tiesj Benoot       | 541    |
| 105  | Rafael Valls       | 313    |
| 111  | Tomasz Marczynski  | 292    |
| 112  | Thomas De Gendt    | 285    |
| 139  | Sander Armee       | 172    |
| 150  | Jens Debusschere   | 154    |
| 158  | Maxime Monfort     | 139    |
| 160  | Jelle Vanendert    | 132    |
| 195  | Nikolas Maes       | 93     |
| 242  | Jurgen Roelandts   | 60     |
| 253  | Tosh Van Der Sande | 53     |
| 264  | Bart De Clercq     | 48     |
| 271  | Jelle Wallays      | 44     |
| 279  | Lars Bak           | 41     |
| 318  | Jasper De Buyst    | 25     |
| 322  | Louis Vervaeke     | 24     |
| 327  | Marcel Sieberg     | 24     |
| 328  | Adam Hansen        | 24     |
| 356  | James Shaw         | 15     |
| 375  | Sean De Bie        | 11     |
| 390  | Moreno Hofland     | 8      |
| 430  | Frederik Frison    | 1      |